# Pokal Nogometne zveze Slovenije 2020-2021
La Pokal Nogometne zveze Slovenije 2020./21. (in lingua italiana: Coppa della federazione calcistica slovena 2020-21), denominata come Pokal Pivovarna Union 2020./21. per motivi di sponsorizzazione, fu la trentesima edizione della coppa nazionale di calcio della Repubblica di Slovenia.
A vincere fu l'Olimpia Lubiana, al suo terzo titolo nella competizione.

Questo successo diede ai bianco-verdi l'accesso al secondo turno di qualificazione della UEFA Europa Conference League 2021-2022.
Il capocannoniere fu Stefan Stevanović, del Koper, con 4 reti.

## Partecipanti
Le 10 squadre della 1. SNL 2019-2020 sono ammesse di diritto. Gli altri 18 posti sono stati assegnati alle vincitrici e alle finaliste delle 9 coppe inter–comunali.

A causa della pandemia del coronavirus la coppa della MNZ Celje non è stata completata, quindi i due posti ad essa riservata sono stati assegnati tramite sorteggio.

### Ammesse di diritto
- Aluminij
- Bravo
- Celje
- Domžale
- Maribor
- NŠ Mura
- Olimpia Lubiana
- Rudar Velenje
- Tabor Sežana
- Triglav

### Qualificate attraverso le coppe
| Coppe inter–comunali | Coppe inter–comunali | Coppe inter–comunali | Coppe inter–comunali |
| Associazione         | Squadre              | Squadre              |                      |
| -------------------- | -------------------- | -------------------- | -------------------- |
| MNZ Lubiana          | Radomlje             | Ilirija              |                      |
| MNZ Maribor          | Dravograd            | Fužinar              |                      |
| MNZ Celje            | Mons Claudius        | Brežice              |                      |
| MNZ Capodistria      | Koper                | Jadran Dekani        |                      |
| MNZ Nova Gorica      | Adria                | Brda                 |                      |
| MNZ Murska Sobota    | Čarda                | Beltinci             |                      |
| MNZ Lendava          | Odranci              | Nafta 1903           |                      |
| MNZ Goreniska-Kranj  | Bohinj               | Šenčur               |                      |
| MNZ Ptuj             | Drava Ptuj           | Bistrica             |                      |

### Calendario
| Turno       | Date                            | Partite | Club    |
| ----------- | ------------------------------- | ------- | ------- |
| Primo turno | 2-23 settembre 2020             | 12      | 28 → 16 |
| Ottavi      | 20 ottobre 2020 - 18 marzo 2021 | 8       | 16 → 8  |
| Quarti      | 27-28 aprile 2021               | 4       | 8 → 4   |
| Semifinali  | 12-13 maggio 2021               | 2       | 4 → 2   |
| Finale      | 25 maggio 2021                  | 1       | 2 → 1   |

## Primo turno
Al primo turno partecipano 24 squadre: 18 qualificate attraverso le Coppe Regionali MNZ e 6 provenienti dalla 1. SNL 2019-2020 che non si sono qualificate per le competizioni europee, mentre Celje, Maribor, NŠ Mura e Olimpia Lubiana entrano nella competizione direttamente dagli ottavi di finale.
| Squadra 1         | Risultato   | Squadra 2     |
| ----------------- | ----------- | ------------- |
| 1º settembre 2020 |             |               |
| Dravograd         | 0 – 6       | Drava Ptuj    |
| Fužinar           | 3 – 1       | Brda          |
| Mons Claudius     | 0 – 8       | Radomlje      |
| Adria             | 0 – 2       | Aluminij      |
| Bistrica          | 1 – 2       | Tabor Sežana  |
| Bohinj            | 0 – 10      | Koper         |
| Čarda             | 1 – 5       | Rudar Velenje |
| Šenčur            | 0 – 7       | Nafta 1903    |
| Odranci           | 0 – 1 (dts) | Triglav       |
| Brežice           | 4 – 0       | Dekani        |
| 16 settembre 2020 |             |               |
| Ilirija           | 0 – 6       | Domžale       |
| 23 settembre 2020 |             |               |
| Beltinci          | 2 – 0       | Bravo         |

## Ottavi di finale
| Squadra 1       | Risultato             | Squadra 2       |
| --------------- | --------------------- | --------------- |
| 20 ottobre 2020 |                       |                 |
| Rudar Velenje   | 0 – 3                 | Maribor         |
| 21 ottobre 2020 |                       |                 |
| Radomlje        | 3 – 2                 | Tabor Sežana    |
| Brežice         | 3 – 3 (dts) (0-2 dtr) | Olimpia Lubiana |
| Koper           | 3 – 1 (dts)           | Aluminij        |
| 22 ottobre 2020 |                       |                 |
| Drava Ptuj      | 2 – 0                 | NŠ Mura         |
| 17 marzo 2021   |                       |                 |
| Nafta 1903      | 3 – 2                 | Fužinar         |
| 18 marzo 2021   |                       |                 |
| Beltinci        | 0 – 3                 | Domžale         |
| Triglav         | 1 – 2                 | Celje           |

## Quarti di finale
| Squadra 1      | Risultato   | Squadra 2       |
| -------------- | ----------- | --------------- |
| 27 aprile 2021 |             |                 |
| Celje          | 2 – 0       | Radomlje        |
| Domžale        | 2 – 1       | Maribor         |
| 28 aprile 2021 |             |                 |
| Drava Ptuj     | 0 – 2       | Koper           |
| Nafta 1903     | 0 – 1 (dts) | Olimpia Lubiana |

## Semifinali
| Squadra 1      | Risultato | Squadra 2       |
| -------------- | --------- | --------------- |
| 12 maggio 2021 |           |                 |
| Domžale        | 0 – 1     | Olimpia Lubiana |
| 13 maggio 2021 |           |                 |
| Celje          | 1 – 0     | Koper           |

## Finale
| Arbitro: | Dragoslav Perić (Lubiana) |

|           |           |                        |
| Božić 46’ | Marcatori | 32’ Ivanović 53’ Kapun |

| Celje | Olimpija |

### Formazioni
| P               | 22 | Matjaž Rozman    |     |       |
| D               | 97 | Advan Kadušić    |     |       |
| D               | 30 | Žan Zaletel      |     |       |
| D               | 3  | Dušan Stojinović |     |       |
| D               | 11 | Luka Kerin       |     | 80’   |
| C               | 13 | Matic Vrbanec    |     |       |
| C               | 23 | Žan Benedičič    |     | 60’   |
| C               | 8  | Jon Šporn        |     | 56’   |
| A               | 24 | Ivan Božić       |     | 90+5’ |
| A               | 7  | Ester Sokler     |     | 80’   |
| A               | 14 | Mičo Kuzmanović  |     | 90’   |
| A disposizione: |    |                  |     |       |
| P               | 12 | Stefan Moćić     |     |       |
| D               | 69 | Stjepan Vego     |     | 80’   |
| D               | 4  | Josip Čalušić    |     |       |
| C               | 71 | Maj Rorič        |     |       |
| C               | 10 | Jakob Novak      |     | 74’   |
| C               | 72 | Jure Matjašič    |     | 80’   |
| A               | 55 | Filip Dangubić   | 56’ | 90+5’ |
| Allenatore:     |    |                  |     |       |
| Agron Šalja     |    |                  |     |       |

|                 |    |                        |     |       |
|                 |    |                        |     |       |
| P               | 41 | Nejc Vidmar            |     |       |
| D               | 70 | Antonio Delamea Mlinar |     |       |
| D               | 88 | Uroš Korun             |     |       |
| D               | 2  | Vitālijs Maksimenko    |     | 89’   |
| C               | 20 | Eric Boakye            |     | 36’   |
| C               | 37 | Enrik Ostrc            |     | 41’   |
| C               | 10 | Timi Max Elšnik        |     | 60’   |
| C               | 23 | Nik Kapun              |     | 78’   |
| C               | 7  | Radivoj Bosić          |     | 84’   |
| A               | 18 | Andrés Vombergar       |     |       |
| A               | 77 | Đorđe Ivanović         |     | 89’   |
| A disposizione: |    |                        |     |       |
| P               | 1  | Žiga Frelih            |     | 90+2’ |
| D               | 48 | Jan Andrejašič         |     |       |
| D               | 62 | Michael Pavlović       | 89’ | 90+5’ |
| C               | 24 | Ante Ćorić             |     |       |
| C               | 8  | Nino Pungaršek         | 78’ | 83’   |
| C               | 16 | Gal Kurež              |     | 84’   |
| A               | 11 | Mihailo Perović        |     | 89’   |
| Allenatore:     |    |                        |     |       |
| Goran Stanković |    |                        |     |       |